# August Babberger
August Babberger (født 8. december 1885 i Hausen im Wiesental i Baden-Württemberg; død 3. september 1936 i Altdorf, Kanton Uri, Schweiz) var en tysk maler.
Babberger var 1901-06 malerlærling og elev på en fagskole, 'Allgemeinen Gewerbeschule', og 1908-09 kunne han med et stipendium studere videre ved 'Grossherzoglich-Badischen Akademie der Bildenden Künste'. 1909-11 studerede han hos Joseph Zbinden ved 'Accademia Internazionale di Belle Arti' i Firenze. Her mødte han digteren og maleren Anna Maria Tobler som han giftede sig med i 1912. Parret boede 1912-20 i Frankfurt hvor Babberger fik sine første fremgange med glasmosaikker, væg- og sceneudsmykninger samt udstillinger.
Fra 1920 var han professor for vægmaleri (Wandmalerei) ved Badische Landeskunstschule(de), 1923-29 som direktør for instituonen. I 1933 måtte han efter nazisternes magtovertagelse forlade sin stilling og opholdt sig derefter ofte Schweiz, hvor han 1936 døde i Altdorf efter en halsoperation.
Babberger deltog med malerier ved Sommer-OL 1928
| - Stiftskirche i Neustadt an der Weinstraße - Den protestantiske del af Stiftskirche i Neustadt an der Weinstraße Kormosaikken udført af Puhl & Wagner efter forlæg af August Babberger. - Det indre af den protestantiske del af kirken. |

| - Glasmosaikker i Stiftskirche Neustadt an der Weinstraße - Glasmosaik med Otto Henrik, kurfyrste af Pfalz (Ottheinrich), Gustav 2. Adolf af Sverige og Johann Kasimir (Pfalz-Simmern). Udkast 1928/29 af Babberger. - Glasmosaik med protestanterne Zacharias Ursinus, Martin Luther og David Pareus. Udkast 1928/29 af Babberger. |

| - Andre værker af August Babberger - To unge mennesker foran Alperne - Udsyn over Gental, 1918 - Landskab, 1919 - Landskab, 1919 - Bjerglandskab med Scheerhorn, 1920 - Gruppeportræt af 'senatet' ved Karlsruhe Akademiet, 1921 - Flok køer i bjerglandskab, 1926 - Detalje fra maleriet 'Fest der Jugend', 1928 - Detalje af fresko i den store sal, Denkmalgeschütztes Studentenhaus, Adenauerring 7, KIT, Karlsruhe |